# Simulium putre
Simulium putre är en tvåvingeart som beskrevs av Coscaron och Matta 1982. Simulium putre ingår i släktet Simulium och familjen knott. Inga underarter finns listade i Catalogue of Life.